# Rush for Berlin
Rush for Berlin (tạm dịch: Tiến Về Berlin) là trò chơi máy tính thuộc thể loại chiến thuật thời gian thực lấy bối cảnh Thế chiến thứ II do hãng StormRegion phát triển và Paradox Interactive phát hành tại Mỹ vào ngày 12 tháng 6 năm 2006, riêng ở châu Âu do hãng Deep Silver đảm nhiệm phát hành vào ngày 26 tháng 5 cùng năm.

## Cốt truyện
Vào những năm 1944-1945, phát xít Đức bị đánh bại trên khắp các mặt trận và sự tồn tại của chế độ Đức Quốc xã chỉ còn đếm từng ngày. Ở bên kia chiến tuyến, quân Đồng Minh, nhất là Hồng quân Liên Xô, lại đang hừng hực khí thế, quyết tâm chấm dứt Thế Chiến thứ hai càng sớm càng tốt. Trong cuộc đua nước rút về thủ đô của Đế chế thứ ba là Berlin, người chơi - trong vai trò chỉ huy của quân đội Liên Xô, Anh, Mỹ, Đức và Pháp - sẽ tham gia các trận đánh mang ý nghĩa quyết định trong lịch sử nhân loại.

## Cách chơi
Mở đầu, người chơi được chọn đi theo hướng của quân đội Xô Viết hoặc bên Đồng Minh. Hoàn thành các chiến dịch này, game sẽ mở chiến dịch thứ ba của quân Đức. Chiến dịch thứ tư của quân đội Pháp là một phần đặc biệt tặng thêm cho người chơi và được mở dần theo từng chiến thắng trong ba chiến dịch trước. Nếu chọn chiến dịch phe Liên Xô, người chơi sẽ theo bước tiến của Hồng quân, trực tiếp tham gia nhiều trận đánh khốc liệt trên đường về Berlin.
Cũng như bao game thuộc thể loại RTS khác, mỗi đội quân trong Rush for Berlin đều có những anh hùng (Hero). Đây là những đơn vị quân đặc biệt với nhiều kỹ năng đặc biệt như gọi pháo binh, tăng sự dũng cảm cho binh sĩ, tăng tầm bắn cho các loại tên lửa... Thông thường, trước khi ra trận, người chơi được phép chọn quân từ các binh chủng bộ binh, lính bắn tỉa, cứu thương, súng cối, lính phun lửa... với số lượng nhất định. Về các loại xe quân sự thì có: xe tiếp tế, tăng M4 Sherman Skink, M26 Pershing, Sturmtiger, Panzerkampfwagen VI, Tiger II, SU-122, BM-13, Katyusha... và rất nhiều loại khác. Bộ binh có thể sử dụng các loại khí tài có trong chiến trường, ẩn nấp và chiến đấu trong các tòa nhà. Tuy nhiên, với hỏa lực mạnh như dàn phóng tên lửa Katyusha, người chơi dễ dàng phá hủy các tòa nhà này.
Sau từng trận đánh, các đơn vị còn sống sót được tăng điểm kinh nghiệm. Đây là điểm hay của Rush for Berlin, đánh đúng tâm lý muốn gắn bó với các đơn vị quân của người chơi. Nếu không muốn bất cứ "thuộc hạ" nào bị bắn hạ, người chơi cần tập trung và cẩn thận hơn trong từng bước tiến. Điều này có thể làm cho thời gian hoàn thành game lâu hơn. Nhưng bù lại, người chơi sẽ được thưởng thức game một cách trọn vẹn và không bỏ qua bất kỳ một ngóc ngách, chi tiết nào mà nhà sản xuất đã dày công dàn dựng. Bên cạnh đó, khi màn chơi kết thúc, game có một bảng tổng kết và xếp hạng dành cho người chơi, đồng thời cũng ban tặng những huy chương vì các thành tích: tiêu diệt các mục tiêu, bảo toàn lực lượng, tiêu diệt được tướng của đối phương.

## Đồ họa và âm thanh
Được dựng trên nền engine đồ họa GEPARD, hình ảnh trong game khá đẹp mắt với các hiệu ứng thời tiết, ánh sáng – bóng tối, mặt nước và đặc biệt là các vụ nổ do vũ khí tạo ra rất thật, thể hiện được sức công phá mạnh của các loại vũ khí. Phần âm thanh được hà sản xuất thực hiện khá chi tiết như tiếng động cơ, súng bắn và hiệu ứng âm thanh cháy nổ trông rất thực. Ngoài ra Rush for Berlin còn hỗ trợ chơi qua mạng LAN và Internet (Direct IP hoặc Gamespy).

## Các phiên bản của game
- Rush for the Bomb là phiên bản mở rộng cho Rush for Berlin được phát hành vào ngày 27 tháng 4 năm 2007 có bổ sung thêm nhiệm vụ, màn chơi và các loại đơn vị quân mới.[5]
- Rush for Berlin Gold là phiên bản tổng hợp cả hai bản gồm Rush for Berlin và Rush for the Bomb được Deep Silver phát hành vào ngày 3 tháng 10 năm 2007.[6]